# Clicks & Cuts
Clicks & Cuts [ˌklɪksənˈkʌts] ist eine experimentelle Spielart der populären elektronischen Musik, die sich in den ausgehenden 1990er Jahren entwickelte. Schnittmengen bestehen mit Noise, Techno, House, Industrial, Nudub, Hardcore Techno, Electronica und Ambient.

## Entstehungsbedingungen
Eine wichtige Grundlage war die fortschreitende Computerisierung der Musikproduktion Mitte der 1990er Jahre. Niemand benötigte mehr einen alleinstehenden Sampler oder andere, aufwendige Geräte. Es reichte ein simples Notebook mit einer entsprechenden Musiksoftware. Jeder Klang ließ sich dabei einfach am Computer sampeln oder generieren und bis zur Unkenntlichkeit manipulieren und verändern.
Viele Musiker produzieren fast ausschließlich am Laptop. Es sind oft klassische Bedroom Producer, d. h., sie produzieren in ihren eigenen vier Wänden statt in einem Studio. Teure Musikstudios sind mit Ausnahme des Mastering praktisch nicht mehr nötig. Moderne Notebooks und ausgeklügelte Produktionssoftware haben den Musikproduktionsprozess dabei revolutioniert.

## Name
Achim Szepanski, Gründer des deutschen Labels Mille Plateaux, sieht im Begriff „Clicks & Cuts“ eher eine Herangehensweise an die Musik, als eine stilistische Genrebeschreibung: „Mit dem Begriff 'Clicks & Cuts' sucht man letztlich nach einem Genre, das eigentlich keines ist. Es geht um Differenzproduktion: Verschachtelungen und Verschiebungen werden dynamisiert und verzeitlicht.“ Der Begriff bezieht sich einerseits auf die mit Sequenzerprogrammen möglichen Cuts − „Damit ist die programmgesteuerte Verarbeitung des musikalischen Materials als selbsttätig ablaufende Transformation angesprochen. Die Vielfalt von Optionen zieht nonlineares 'Komponieren' und Echtzeit-Multitasking nach sich.“, andererseits auf Clicks, die „das metastatische Wuchern von elektronischen Musiken [repräsentieren]. Sie liegen in einem Dazwischen, sind zugleich referenzlos und omnipräsent.“

## Livepräsentation
Viele Laptop-Musiker treten als Live Acts auf, zumal es mittlerweile viele ernstzunehmende Plattformen (Festivals, Veranstaltungsreihen usw.) für Laptop-Musiker gibt (die größten regelmäßigen Veranstaltungen sind die Festivals Sónar in Barcelona und Mutek in Montreal). Einige Acts wie Mouse on Mars treten dabei jedoch als Bandformation auf und versuchen ihre Musik auf fassbarere akustische und elektronische Instrumente zu übertragen.

## Glitch
Glitch ist ein dem Clicks & Cuts verwandtes Genre, welches ebenfalls stark durch die frühen Entwicklungen des Musiklabels Mille Plateaux geprägt wurde. Glitch basiert auf der Ästhetik digitaler Störgeräusche, (vermeintlich) zufälliger Klangereignisse oder programmierter Algorithmen. Die Bezeichnung lehnt sich an den gleichnamigen Begriff aus der Elektronik an: Dort bezeichnet Glitch Fehler in Schaltkreisen. Der Begriff ist also rein über die Produktionsmethode definiert, dabei können sehr unterschiedliche ästhetische Ergebnisse das Resultat sein, die nicht an die eigentliche Ästhetik von Clicks & Cuts gebunden sind.
So kann z. B. eine verkratzte und daher hängende und springende CD mit ihrem typischen Klang zum zentralen Thema eines Musikstücks werden. Diese Ästhetik wurde zum Kennzeichen von Oval, auch nachdem sie nicht mehr das echte Sprunggeräusch verwandten, sondern rein mit Klangsynthese-Software arbeiteten. Auch musikfremde Daten, wie beispielsweise die Logdateien eines Webservers, lassen sich in Musik umwandeln, die dadurch zufällige Strukturen bekommt (so bei den Österreichern Farmers Manual).
Andere Vertreter gehen dabei mit erheblich weniger radikalen Ästhetiken vor. Der Berliner Musiker Pole nutzt einen defekten Filter, den namensgebenden "4-pole" der Firma Waldorf. Sobald es in Gebrauch genommen wurde, produzierte es, ursprünglich ungewünscht, kratzende und knisternde Geräusche, die variierten, sich dabei aber wie von selbst musikalisch am Input orientierten. Die Produktionsmethode führte dabei zu einer Ästhetik, die der des jamaikanischen Dub so nahe war, dass man bald von Citydub oder Nudub sprach.